# Dirk Heinrichs (Schauspieler)

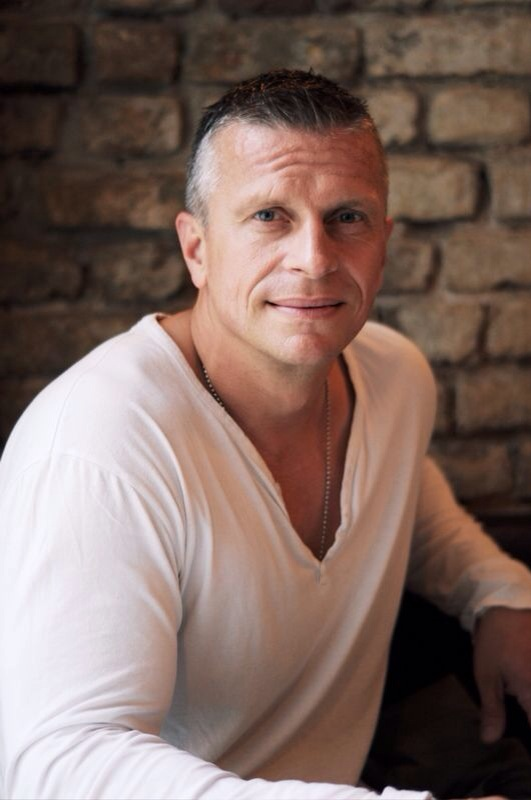
Dirk Heinrichs

Dirk Heinrichs (* 14. März 1965 in Leverkusen) ist ein deutscher Schauspieler, Autor und aktiv in der Gewaltprävention. Als Schauspieler wurde er vor allem durch die Grimme-Preis nominierte RTL-Serie Die Sitte (2001–2004) bekannt. Er ist Gründer von „Sprache gegen Gewalt.“

## Engagement gegen Gewalt
Dirk Heinrichs arbeitet unter anderem an Schulen, in Unternehmen, Gefängnissen und sozialen Brennpunkten. 2008 erschien sein Buch Da hab ich nur noch Rot gesehen. Es basiert auf Interviews mit Opfern und Tätern und versucht den Ursprung der Gewalt in unserer Gesellschaft aufzuhellen. Dirk Heinrichs ist im wissenschaftlichen Beirat im Bündnis gegen Cybermobbing e.V.  Zudem ist er im Rettungsdienst tätig.

## Ehrungen und Auszeichnungen
- 2009 Ehrenkriminalmarke vom Bund Deutscher Kriminalbeamter.
- 2019 KIND Award 2019 in der Kategorie „Projekt“ / von Kinderlachen e.V.

## Filmografie (Auswahl)
Kino
- 1997: Helden und andere Feiglinge
- 2005: Der Clown – Payday
- 2009: Kopf oder Zahl
- 2018: Spielmacher

Fernsehen
- 1990: Vera Wesskamp (Fernsehserie)
- 1992: Top Cops (Fernsehserie)
- 1993: Kahlschlag
- 1994: Lindenstraße (Fernsehserie, Folge 378)
- 1994: Brennendes Herz
- 1994: Tag der Abrechnung – Der Amokläufer von Euskirchen
- 1994: Briefgeheimnis (Fernsehserie)
- 1994: Einsatz für Lohbeck (Fernsehserie)
- 1995: Der Fahnder (Fernsehserie, Folge 133)
- 1995: Balko (Fernsehserie, Folge 9)
- 1995: Mörderische Zwillinge
- 1995: Zappek (Fernsehserie, Folge 20)
- 1995: Adrenalin
- 1996: Die Wache (Fernsehserie, Folge 4x14)
- 1996: Das Siegel des Todes
- 1996: Tor des Feuers
- 1997: SK Kölsch (Fernsehserie, Folge 1)
- 1997: Tatort (Fernsehreihe, Folge Willkommen in Köln)
- 1998: Stadtklinik (Fernsehserie, Folge 9x11)
- 1998: Antrag vom Ex
- 1998: Der Clown (Fernsehserie, Folge 1x02)
- 1999: Spiel, Satz und Sieg
- 1999: Der Fahnder (Fernsehserie, Folge 8x08)
- 2000–2006: Die Sitte (Fernsehserie)
- 2003: V
- 2004: SOKO Leipzig (Fernsehserie, Folge 73)
- 2004: Alarm für Cobra 11 – Die Autobahnpolizei (Fernsehserie, Folge 9x11)
- 2005: LiebesLeben (Fernsehserie, Folge 1)
- 2007: Küstenwache (Fernsehserie, Folge 11x08)
- 2011: Bermuda-Dreieck Nordsee
- 2012: SOKO Köln (Fernsehserie, Folge 9x10)
- 2014–2015: Tag X – Mein Leben danach (Fernsehreihe)
- 2015: Vertraue mir
- 2018: Lifelines (Fernsehserie, Pilotfolge)
- 2018: Ein Fall für zwei (Fernsehserie, Folge: Tod eines Piloten)
- 2018: Beck is back! (Fernsehserie, Folge: Die Kindesentführung)